# Gメン'82
『Gメン✪82』（ジーメンはちじゅうに）は、1982年10月17日から1983年3月13日まで毎週日曜日20:00 - 20:54（JST）にTBS系列で放送されていたテレビドラマ。全17話。
映像上の題名はGMEN✪82。

## 概要
『Gメン'75』の続編として放送枠を「'75」の土曜夜9時から日曜夜8時に移しての鳴り物入りのスタートとなったものの、当時テレビの激戦区であったこの枠では各テレビ局による視聴率レースが激化しており、本作はこの波に乗ることが出来ず視聴率は低迷（後述）。前作の人気コンテンツだった「香港カラテシリーズ」などでの巻き返しも叶わず、わずか17話で打ち切りとなった。

## 滑走路
- Gメン名物の滑走路のデザインは、滑走路82の下側に↑というGメン'75の最終シリーズのデザインの75の文字を82に変更したものとなっていた。75と同じく82滑走路は実在しない。

## 出演者
黒木警視正：丹波哲郎
Gメンのボス。警視庁から独立した特別潜入捜査隊としてのスタートから7年の月日が経ち、百戦錬磨でGメンの立役者の立花、ベテランの津村、賀川のGメン'75からの古株に、警視庁捜査一課の若手エリート早坂と部下の島、沖縄県警の若手で、沖縄カラテの達人沢田を加えてメンバーを一新した。最終話で6人のメンバーと共にインターポールに派遣され日本を去った。
立花警部：若林豪
鬼夜叉の異名をとるエリートで、黒木の右腕。1983年3月6日に恋人の片桐ちぐさと悲願の再婚を果たす。シナリオでは彼は警視昇任の案もあったが、警部に留まった。デスクワークへ傾く事を嫌い、あくまでも現場を重視する立花の意向も反映した結果かもしれない。
早坂警部補：篠田三郎
元警視庁捜査第一課の若手エリート。現金輸送車を襲撃したギャングに妹を轢き殺され、復讐に燃え犯人を追って独断で沖縄に出向したが、そこで婚約者とその兄の加納も凶弾で失う沖縄での悲劇の捜査を経てGメンに加入する。外見と同様クールで精悍なエリートだが、登山が趣味で、また死の瀬戸際に立たされながらも恩人を助けようとするなど情熱家の一面も持ち、Gメン'82の事実上のイメージキャラでもある。
沢田刑事：清水健太郎
元沖縄県警の若手。県警では特別手柄は立ててはいなかったが、沖縄カラテの達人という点で素質を見出した黒木の命令で沖縄での内偵捜査を行ううちにGメンと合流しメンバーに加入した。香港カラテ使いの悪党と互角に渡り合える実力は、草野、島谷以来である。早坂とは正反対の性格で、端的に言えば派手な遊び好き。サラ金に手を出したり、個人的なトラブルに巻き込まれたりするなど私生活はやや荒れ気味。幼なじみで沖縄出身のアイドル中里ユキがひき逃げを犯した時は、刑事としての立場が揺らぎ、人間として彼女を庇おうと苦悩した事も。
島刑事：三浦浩一
捜査一課では早坂の部下で、沖縄での捜査を通じて早坂とともにGメンに加入。空手の腕は沢田に次ぐ実力を持っている。過去に誤射で民間人を負傷させた事で心に深い傷を負い、拳銃を撃てなくなってしまったが、黒木や立花の指導により刑事としての自信を取り戻す。犬好きな心優しい一面を持つ。
賀川陽子刑事：范文雀
敏腕のSPである津村とは毛色が違うが、ミステリアスな事件では、独特の直観力を発揮した。研ぎ澄まされた女性的感性と、抜群のファッションセンスを持つ。Gメン'82では若手刑事の補佐役的存在。
津村冴子警部補：江波杏子
Gメン’75から続いて、警視庁本庁所属。Gメンと警視庁とのパイプ役である。射撃のプロだが、市民を犯罪から救い面倒を見るなど、ハードボイルドから人情劇へと作風が変化していった後期Gメンの象徴的な存在。今回は若手刑事の活躍にウェイトが置かれたせいか、襲われて負傷するなど、ピンチに陥る場面が増えたが、Gメンのナンバー3として存在感は健在。
- ナレーター：芥川隆行

## 放送リスト

### 1982年
| 各話  | 放送日   | サブタイトル             | ゲスト | 脚本     | 監督     |
| ----- | -------- | ------------------------ | --- | -------- | -------- |
| 第1話 | 10月17日 | GメンVS白バイ強盗団      | 峰岸徹 岡まゆみ 堀田真三 原田樹世土 好井ひとみ 中田譲治 高品正広 木村栄 岩井泉 与儀英一 山口正一郎 ピーター・トラモルド ジョセフ・グレース クレイメンズ・スモルゴー 内田朝雄 (クレジットなしエキストラ)佐藤純弥 (クレジットなし、登場人物なしの出演者)高野隆志 | 高久進   | 佐藤純弥 |
| 第2話 | 10月24日 | アイドル歌手トリック殺人 | 水野久美 倉田まり子 内田勝正 宗方奈美 小笠原弘 小宮健吾 辻三太郎 山田光一 狭間鉄 矢野良子 五野上力 田村寛 宍戸久一郎 テリー・カロン 立川良一 浦上嘉久 | 小松範任 | 小松範任 |
| 第3話 | 11月7日  | 奥様族の密室殺人         | 金沢碧 新藤恵美 進千賀子 沢井桃子 上月左知子 出光元 中田譲治 古代一平 山浦栄 檜山恵理子 中沢友花 神田亜矢子 石原香 宇野沢友美 | 西島大   | 下村和夫 |
| 第4話 | 11月14日 | 悪魔の電話               | 伊佐山ひろ子 西沢利明 平泉征 成瀬正 入江正徳 宇南山宏 新井瑞 五野上力 山口正一郎 汐見直行 福島歳恵 内田恵理 佐川二郎 田村公哉 村田功 内藤正順 小笠原東一郎 山形紳也 矢作信宏                                                                                   | 高久進   | 山内柏   |
| 第5話 | 11月21日 | 私は殺される!            | 武知杜代子 あき竹城 田口計 頭師孝雄 水野あや 内藤剛志 辻三太郎 平田守 丘みさお 久保田薫 大串知子 高野隆志 | 高久進   | 瀬川昌治 |
| 第6話 | 11月28日 | サラ金に来た雨合羽の男   | 山田吾一 三浦リカ 直江喜一 佐藤京一 深江章喜 十勝花子 堀礼文 坂口芳貞 大下哲矢 相馬剛三 武田博志 長谷川弘 山田光一 中野大輔 岩井泉 石川正則 原田岩 | 高久進   | 小西通雄 |
| 第7話 | 12月12日 | 指の無いサンタクロース   | 土田早苗 阿藤海 鈴木輝江 三角八郎 庄司永建 江幡高志 野村昇史 山田光一 木村修 八木秀司 鈴木謙一 大野雅之 木下祐二 泉福之助 田中厚子 宮沢美由紀 長尾信 福岡康裕                                                                                                  | 高久進   | 井上梅次 |
| 第8話 | 12月19日 | ジングルベルに踊る死体   | 木村四郎 鈴鹿景子 日向明子 丹古母鬼馬二 近藤宏 江角英明 河合絃司 今井和子 清水宏 田辺宏章 辻三太郎 鴋沢梨沙 井上三千男 久地明 沢田浩二 山田光一 長谷川弘 三輪猛雄 高野隆志 工藤光子 (クレジットなし)清水照夫                                                   | 小松範任 | 小松範任 |
| 第9話 | 12月26日 | 車椅子の女               | 松本留美 成瀬正 出光元 内田勝正 飛鳥裕子 団巌 高品正広 灰原明彦 久保田薫 豊間根和子 坂口江都子 | 横光晃   | 瀬川昌治 |

### 1983年
| 各話   | 放送日  | サブタイトル                    | ゲスト | 脚本     | 監督       |
| ------ | ------- | ------------------------------- | --- | -------- | ---------- |
| 第10話 | 1月23日 | 燃えよ!香港少林寺               | チャン・カンタイ チャーリー・チャン サン・ムイ ストロング金剛 ヤン・シー 辻萬長 堀田真三 中田譲治 竜咲隼人 岩井泉 佐々木修平 林孝一 五野上力 久慈英明 伊藤漠 ジェイソン・グレゴリー レオ・メンゲティ テリー・オブライエン （声の出演）納谷悟朗 大塚周夫 塩見竜介 田中真弓 | 高久進   | 長石多可男 |
| 第11話 | 1月30日 | 吼えろ!香港少林寺               | チャン・カン・タイ チャーリー・チャン サン・ムイ ヤン・シー ストロング金剛 タン・テンシー 高野真二 わかべ由美 堀田真三 中田譲治 竜咲隼人 岩井泉 佐々木修平 ジェイソン・グレゴリー 福岡康裕 佐藤法義 渥美茂勝                                                              | 高久進   | 下村和夫   |
| 第12話 | 2月6日  | 白バイVSカーアクション 殺人事件 | 佐藤祐介 有吉ひとみ 片岡五郎 小瀬格 早川雄三 辻三太郎 和田 周 池田広法 入江正徳 村上幹夫 泉よし子 望月昭治 武田ヒロシ 山浦栄 野間国一 前川広一 川村万梨亜 白仁田柚子 岩下経雄 池上明治                                                                                    | 池田一朗 | 小西通雄   |
| 第13話 | 2月13日 | 赤いサソリVS香港少林寺          | 高飛 江島 唐天希 黒田福美 綾川香 岡幸恵 竜咲隼人 中村重徳 内間和浩 角倉清美 山浦栄 渥美茂勝 森井正信 宮地美由記 （声の出演）西田健 大塚周夫 仁内建之 | 高久進   | 長石多可男 |
| 第14話 | 2月20日 | 香港の女必殺拳                  | サン・ムイ 陳恵敏 ヤン・スエ 小林稔侍 吉岡ひとみ 阿藤海 石橋雅史 三重街恒二 平井雅士 竜咲隼人 中村重徳 内間和浩 （声の出演）田中真弓 大塚周夫 | 高久進   | 下村和夫   |
| 第15話 | 2月27日 | 現金輸送車の殺人ドライブ        | 森塚敏 吉田次昭 岡田美佐子 堀礼文 沢田勝美 真田五郎 谷村隆之 長谷川弘 岩下経雄 望月昭治 山浦栄 五野上力 木村修 野間国一 | 高久進   | 山内柏     |
| 第16話 | 3月6日  | 花嫁強盗団                      | 島かおり 真山知子 長塚京三 三戸部スエ 今西正男 池田鴻 宗方奈美 きくち英一 村山竜平 三輪猛雄 井村昂 宍戸久一郎 山浦栄 浦上嘉久 | 高久進   | 小松範任   |
| 第17話 | 3月13日 | サヨナラGメン★82                | 谷隼人 夏樹陽子 西田健 頭師孝雄 頭師佳孝 大木隆介 児玉謙次 汐見直行 西尾健 黒岩泰夫 久保田薫 名代杏子 岩下経雄 マイク鈴木 ウィリー・ドーシー 佐々木修平 渥美茂勝 佐々森勇二 久慈英朗                                                                                      | 高久進   | 下村和夫   |

- 1982年10月31日は『'82セイコー・スーパー・テニス』（ジョン・マッケンロー×ピーター・マクナマラ）中継（19:30 - 20:54）のため休止。
- 1982年12月5日は『第15回日本有線大賞』（19:30 - 20:54）のため休止。
- 1983年1月2日は『超豪華!番組対抗かくし芸 スターが競う!クイズ天国と地獄』（18:00 - 20:48）と『スターの初夢』（20:48 - 20:54。正月限定ミニ番組）のため休止。なお『超豪華〜』には本作出演者が参加した。
- 1983年1月9日は『プロボクシングWBA世界ジュニアフライ級タイトルマッチ』（渡嘉敷勝男×金煥珍）中継（19:30 - 20:54。京都府立体育館。毎日放送制作）のため休止。
- 1983年1月16日は単発海外ドラマ『ロイヤルロマンス ダイアナの恋』（19:30 - 20:54）のため休止。

## テーマ曲と音楽

### オープニングテーマ
- 「アゲイン〜Again〜Mille Vagues D'or（Instrumental）」
  - 作曲：ピエール・ポルト
  - 編曲：若草恵

### エンディングテーマ
- 「抱擁」
  - 作詞：佐藤純弥
  - 作曲：筒美京平
  - 編曲：川村栄二
  - 歌：なかやまて由希
- 劇伴曲として、エンディングの「抱擁」のアレンジ曲が一部使われたが、その他はGメン’75の終盤に使われた曲がそのまま利用されている。

※サントラCD「Gメン’75＆Gメン’82MUSIC FILE」（バップ）と、DVDBOX「Gメン’82」（ポニーキャニオン）を参照。

## スタッフ
- プロデューサー：近藤照男、樋口祐三（TBS）
- 構成：深作欣二、佐藤純弥
- 音楽：ピエール・ポルト、義野裕明
- 撮影：下村和夫
- 製作協力：東映
- 製作：近藤照男プロダクション、TBS

## 視聴率
- 平均視聴率:5.1%
- 最高視聴率:8.8%（第1話）

いずれもビデオリサーチ調べ・関東地区
同時間帯にNHK総合テレビでは大河ドラマ(『峠の群像』→『徳川家康』)、日本テレビでは『久米宏のTVスクランブル』、フジテレビでは『オールスター家族対抗歌合戦』、テレビ朝日では『西部警察 PART-II』が放送されていたこともあり、視聴率で苦戦、1983年1月末には3月での終了が決まった。これについてTBS編成部も「アクションを増やして子供（の視聴者）を引き付けるよりも、きちっと描いて主婦層に狙いを付けた。結果的にはそれが裏目に出た。前と同じ夜9時台でやっていたら違っていたかも知れない」とコメントしている。

## 放送局
- TBS系列局 - 同時ネット
  - 土曜21時台に「うすい土曜劇場」（『オレたちひょうきん族』や『3年B組金八先生』（第1・第2シリーズ）などの遅れネット番組を放送）していた関係で『Gメン'75』は遅れネットで放送していた福島テレビ（1983年3月まではTBS系列・フジテレビ系列、現在はフジテレビ系列）と、『土曜グランド劇場』を放送していた関係で『Gメン'75』を遅れネットで放送していた長崎放送（『Gメン'75』は途中打ち切り）の2局は、本作は同時ネットで放送された。福島テレビは、1983年4月1日にフジテレビ系列へネットチェンジ（JNN脱退・FNN加盟）したため、日曜20時台の同時ネットは本作が最後となり、同年4月以降は『オールスター家族対抗歌合戦』を遅れネットから同時ネットへ切り替えた。

## DVD化、再放送
2009年2月18日にポニーキャニオンから全話収録のDVD-BOXが発売された。さらに2009年10月よりファミリー劇場にて放送されていた。なお、DVD-BOXには、Gメン'75第355話（最終回2時間スペシャル）も同時に収録されており、ファミリー劇場での本作放送開始前にはGメン75第355話もファミリー劇場で放送されていた。